# Pintu Batu (Silaen)
Pintu Batu is een bestuurslaag in het regentschap Toba Samosir van de provincie Noord-Sumatra, Indonesië. Pintu Batu telt 876 inwoners (volkstelling 2010).